# زینال زینالوف
زینال زینالوف (انگلیسی: Zeynal Zeynalov؛ زادهٔ ۶ دسامبر ۱۹۷۹) بازیکن فوتبال اهل جمهوری آذربایجان است.
از باشگاه‌هایی که در آن بازی کرده‌است می‌توان به باشگاه فوتبال نفتچی باکو اشاره کرد.
وی همچنین در تیم‌های ملی فوتبال جمهوری آذربایجان و Azerbaijan national futsal team بازی کرده‌است.